# François-Ernest Dutilleul
François-Ernest Collart Dutilleul, né à Paris le 7 mars 1825 et décédé à Paris le 5 mai 1907, est un financier et homme politique français, ministre des Finances du 23 novembre au 12 décembre 1877 dans le gouvernement Gaétan de Rochebouët et président de la Banque de Paris et des Pays-Bas.

## Biographie
François-Ernest Dutilleul est le fils de Jules Collart Dutilleul, procureur général près la Cour des comptes, et de Pauline Martine Akermann, sœur de François Adolphe Akermann, ainsi que le neveu du comte Mollien et le gendre de François-Sophie-Alexandre Barrillon. Il débuta dans l'administration en 1843 comme employé au ministère des finances, et, après avoir franchi les degrés intermédiaires de la hiérarchie, remplit les fonctions d'inspecteur des finances. En 1866, il fut nommé Directeur Général du mouvement général des Fonds au ministère des Finances ; il occupait encore ce poste sous la présidence de Thiers, qui le fit grand officier de la Légion d'honneur en 1873 en raison des services rendus par lui lors des grands emprunts émis pour la libération du territoire. 
Maire d'Élincourt-Sainte-Marguerite et conseiller général du département, Dutilleul entra dans la vie parlementaire aux élections législatives de 1876. Il se présenta dans l'arrondissement de Compiègne comme candidat « constitutionnel », se déclarant résolument conservateur, mais disposé à marcher dans la voie du progrès et du libéralisme d'un pas ferme et soutenu. Au second tour de scrutin, le candidat républicain, Gellion-Danglar (journaliste, préfet de l'Ain en 1880), s'étant désiste, les voix qu'il avait obtenues se reportèrent sur Dutilleul, dont elles assurèrent le succès. 
Élu, par 11 467 suffrages, contre 9 403 à M. de Cossé-Brissac, bonapartiste, il alla siéger au centre de la Chambre, et on le vit opiner tantôt avec la gauche, tantôt avec la droite. Il fit partie de plusieurs commissions financières. Comme il avait incliné davantage vers la minorité monarchiste à la veille du Seize-Mai, et qu'après le message du Maréchal, annonçant une politique nouvelle, il ne s'était pas associé à la protestation des gauches, le ministère de Broglie-Fourton estima avec raison qu'il pourrait compter sur son concours. En effet, Dutilleul, qui s'était abstenu, le 19 juin, dans le vote sur l'ordre du jour de défiance, ne tarda pas à se rallier complètement au «gouvernement de combat ». Aussi fut-il, le 14 octobre 1877, candidat officiel du Maréchal à Compiègne; mais s'étant trouvé en minorité au premier tour, il ne se représenta pas au scrutin de ballottage. 
Le 23 novembre 1877, Dutilleul fut appelé à faire partie du dernier cabinet de résistance (cabinet Rochebouët) dont la formation fut essayée avant la « soumission » du Maréchal. Il eut sa part, le lendemain 24, dans l'ordre du jour de défiance que vota la Chambre des députés, et quitta le pouvoir avec ses collègues, le 12 décembre suivant, pour faire place au ministère Dufaure.
Il est le premier président de la Banque de Paris et des Pays-Bas, entre 1877 et 1894.
Il mourut le 9 mai 1907 et fut inhumé au cimetière du Père-Lachaise (39e division).

## Sources
- « François-Ernest Dutilleul », dans Adolphe Robert et Gaston Cougny, Dictionnaire des parlementaires français, Edgar Bourloton, 1889-1891 [détail de l’édition]